# أحمد عزت باشا
أحمد عزت باشا (بالتركية: Ahmet İzzet Furgaç) (1864-1937م) هو قائد عسكري عثماني. كان من أواخر من حمل الصدارة العظمى للدولة العثمانية.
ولد في مقدونيا، وقاد الجيش الثالث في بداية الحرب العالمية الأولى، وقاد الجيش الثاني في معارك في القوقاز عام 1916م. حمل الصدارة العظمى لفترة عام 1918م.
| المناصب السياسية | المناصب السياسية                                     | المناصب السياسية     |
| ---------------- | ---------------------------------------------------- | -------------------- |
| سبقه طلعت باشا   | الصدر الأعظم العثماني 14 أكتوبر 1918 - 8 نوفمبر 1918 | تبعه أحمد توفيق باشا |

## روابط خارجية
- أحمد عزت باشا على موقع الموسوعة البريطانية (الإنجليزية)